# Sica (pel·lícula)
Sica és una pel·lícula de 2023, el primer llargmetratge de ficció, escrit i dirigit per Carla Subirana. La pel·lícula va ser rodada a la Costa da Morte, a Galícia i es va presentar a la 73 edició de la Berlinale, el febrer del 2023, concretament a la secció Generation. I és el film de clausura del Festival Internacional de Cinema de Barcelona-Sant Jordi (BCN Film Fest), a l'abril 2023.
La música és de Xavier Font, i la fotografia de Mauro Herce. La producció, d'Alba Sotorra, Miramemira, Zuzú Cinema, Amorambre Films i Filmmarket Fund. I compta amb la participació de TV3. La pel·lícula fou rodada majoritàriament en gallec i també en català. Se n'ha editat una versió doblada al català.

## Argument
El film explica la recerca que porta a terme una noia de 14 anys –Sica– obsessionada que el mar retorni el cos del seu pare després d'un naufragi a la Costa da Morte, Galícia. Cal recordar que aquestes costes són de les més perilloses del món, on s'han documentat moltíssims naufragis: la fúria del mar la converteix en una sepultura gegant i –segons les llegendes– les ànimes dels mariners poden sentir-se per les esquerdes de la terra. És així que Sica busca obsessivament la veu del seu pare en un gran forat: la Furna das Grallas.
Mentre recorre els penya-segats, coneix en Suso, el Caçatempestes, un noi estrany com ella, que espera l'arribada d'Ofèlia, la mare de totes les tempestes.
Sica investiga les circumstàncies de l'accident i s'endinsa en un viatge de descobriment dolorós. Als seus ulls, el poble mariner, on ella ha crescut, marcat per la brutalitat del seu oceà i el creixent desequilibri de la natura, no tornarà a ser mai el mateix.

## Repartiment
El film és protagonitzat per la jove Thais García Blanco, a qui acompanyen Núria Prims (Incerta glòria), els també debutants Marco Antonio Florido Añón, Maria Villaverde Ameijeiras i Lois Soaxe (Los lunes al sol). 